# جيبيا
جيبيا هي قرية فلسطينية تقع إلى الشمال من مدينة رام الله، وتبعد عنها حوالي 16 كم. يحدها من الشرق برهام، ومن الشرق والشمال والغرب أم صفا، ومن الغرب والجنوب كوبر.

## تاريخها
تم العثور فيها على قطع فخارية من العصر الهلنستي والبيزنطي والأموي والعباسي. قد اقترح أن هذا كان جباً في علم الأسماء، والمكان الصليبي المسمى جبيا، ولكن تم التخلص من كلا التعريفين. كما تم العثور على قطع فخارية من العصر المملوكي.

### العصر العثماني
تم العثور على قطع فخارية من العصر العثماني المبكر. تم العثور فيها على ثلاثة أعمدة. تأسست جيبيا بعد القرن السادس عشر. في ربيع عام 1697، لاحظ هنري ماوندريل "قريتين عربيتين"، الأولى "جيب" والثانية "سلواد"، وكلاهما على الجانب الغربي من الطريق في الطريق جنوبًا من نابلس إلى القدس. حدد إدوارد روبنسون هاتين القريتين باسم جيبيا وسلواد. في عام 1838، تم تسجيل جيبيا كقرية إسلامية في قضاء بني زيد، شمال القدس.
في عام 1863 أشار إليها فيكتور غيرن على أنها قرية صغيرة، بها ضريح مخصص للشيخ بايزيد. أدرجت قرية جيبيا في قائمة رسمية للقرى العثمانية عام 1870 على أنها تضم 12 منزلاً ويبلغ عدد سكانها 39 نسمة، على الرغم من أن تعداد السكان شمل الرجال فقط. في عام 1896 قُدِّر عدد سكانها بحوالي 84 شخصًا.

### عصر الانتداب البريطاني
في تعداد فلسطين الذي أجرته سلطات الانتداب البريطاني عام 1922، بلغ عدد سكان جيبيا 62 مسلمًا، وارتفع العدد قليلاً في تعداد عام 1931 إلى 63، في 17 منزلًا. في إحصائيات عام 1945 بلغ عدد السكان 90 نسمة، جميعهم مسلمون، بينما بلغت المساحة الإجمالية للأراضي 1666 دونماً، وذلك وفقاً لمسح رسمي للأراضي والسكان. من بين هذه الأراضي، كانت 100 منها مزارع وأراضي قابلة للري، و815 منها للحبوب، في حين تم تصنيف 4 دونمات كمناطق مبنية.

### العصر الأردني
في أعقاب النكبة عام 1948، وبعد اتفاقيات الهدنة عام 1949، أصبحت جيبيا تحت الحكم الأردني.

### ما بعد عام 1967
منذ حرب الأيام الستة عام 1967، أصبحت جيبيا تحت الاحتلال الإسرائيلي. بعد اتفاقيات عام 1995، تم تعريف 51.4% من أراضي القرية على أنها أراضي المنطقة ب ، بينما تم تعريف النسبة المتبقية 48.6% على أنها أراضي المنطقة ج . مع ذلك صادرت إسرائيل أراضي من جيبيا من أجل بناء الطرق الالتفافية الإسرائيلية 4 و566، المؤدية إلى المستوطنات الإسرائيلية.

## السكان
قدِّر عدد سكانها عام 1922، حوالي 62 نسمة، وفي عام 1945، حوالي 90 نسمة، في عام 1996 زاد العدد ليصل إلى 112 نسمة. كما سجل في عام 2023 ، 176 نسمة. من العائلات التي تقطنها،عائلة أبو زياد، عائلة عفانة، عائلة النجاب، عائلة عبد الجواد، عائلة شلش، وعائلة دار حمد. 